# 129e brigade de défense territoriale
Pour les articles homonymes, voir 129e brigade.
La 129e brigade de défense territoriale (en ukrainien : 129-ма окрема бригада територіальної оборони) est une brigade des forces de défense territoriale ukrainiennes basée à Kryvyï Rih et dépendant du Commandement opérationnel est.

## Création et différentes dénominations
Le 19 août 2022, le commandant de l'administration militaire de Kryvyi Rih, Oleksandr Vilkoul annonce la levée d'une nouvelle brigade de défense territoriale dans la ville. L'unité est équipée grâce à la contribution de la municipalité et de donateurs privés, qui donnent en tout 690 millions de hryvnias, dont 250 millions sont alloués à la 129e brigade. Le 30 août, la brigade est renforcée par le 7e bataillon « Arei » de l'Armée des volontaires ukrainiens, lui aussi formé de volontaires de Kryvyï Rih.
En 2025, elle a été reformatée en 129e brigade lourde mécanisée.

## Historique et batailles

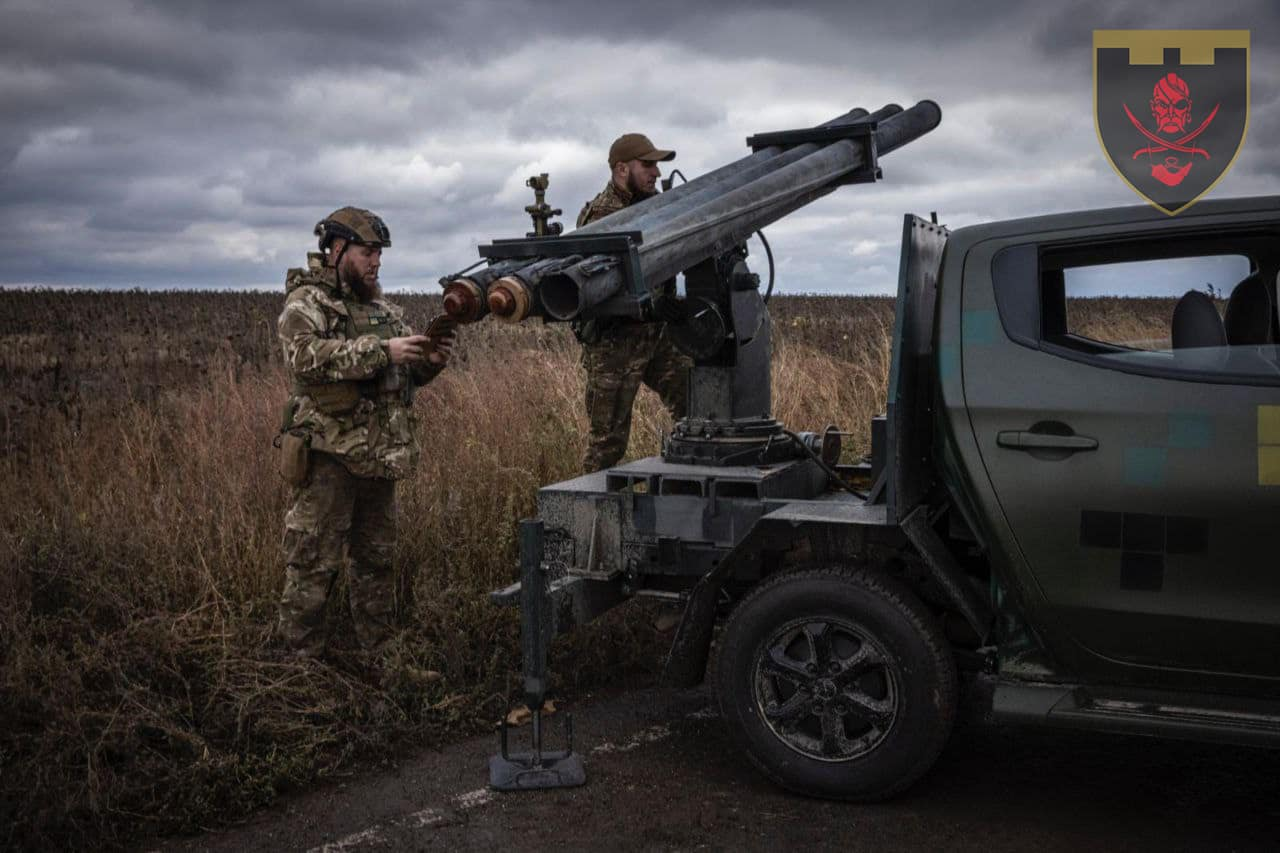
Des soldats de la en train de charger leur lance-roquettes multiple improvisé à partir d'un pick-up Mitsubishi L200. Ce système permet de tirer trois roquettes BM-21 Grad.

En axant son recrutement sur des volontaires ayant déjà une expérience militaire, la brigade réussit à être sur le pied de guerre à temps pour participer à la contre-offensive de Kherson à l'automne 2022. Dans ces combats, la 129e brigade est positionnée près des villages d'Arkhanhelske et Myrolioubivka (en) dans le nord-est de la ligne de front de Kherson, quelle reprend aux russes. Elle reste impliquée dans la reprise de la rive droite du Dniepr notamment autour du village de Velyka Oleksandrivka pris d'assaut par le bataillon Arey. La brigade reste dans la zone jusqu'à la reprise de Kherson, le 11 novembre 2022.
A l'été 2023, le bataillon Arey participe à la contre-offensive ukrainienne. Il est engagé dans de violents combats au sud de Velyka Novossilka. Le bataillon parvient d'abord à libérer la localité de Neskuchne le 10 juin. Le 27 juillet 2023, la vice-ministre de la défense ukrainienne Hanna Maliar indique que le village de Staromaïorské (uk) (oblast de Donetsk) a été libéré par les forces ukrainiennes, composées de la 35e brigade d'infanterie navale et du bataillon « Arei (Ariy) » de la 129e brigade de défense territoriale. Le reste de la brigade est stationnée dans le secteur d'Avdiïvka, notamment sur son saillant nord devant Yasnohorivka. C'est dans ce contexte quelle participe à la bataille d'Avdiïvka, nouveau point d'offensive de l'armée russe à partir du 10 octobre 2023. A partir d'août 2024, la brigade participe à l'offensive ukrainienne dans l'oblast de Koursk.

## Structure

### Ordre de bataille
Au 2 novembre 2024, l'ordre de bataille connu de la brigade est le suivant :
- État-major de la brigade ;
  - 
    -  Compagnie de protection du QG ;

  -  235e bataillon de défense territoriale (unité militaire A4060) ;
  -  236e bataillon de défense territoriale (unité militaire A4067)[8],[9] ;
  -  237e bataillon de défense territoriale (unité militaire A4082)[8] ;
  - 238e bataillon de défense territoriale (unité militaire A4098)[8] ;
  - 239e bataillon de défense territoriale (unité militaire A4121)[8] ;
  -  248e bataillon de défense territoriale (unité militaire A4476)[8] ;
  -  253e bataillon d'assaut « Arey » (uk) (en ukrainien : Ariy, unité militaire A4706)[8],[10] ;
    -  État-major du bataillon ;
      -  Compagnie de protection du QG ;

    -  Service de sécurité[10] ;
    -  Brigade Norman (uk)[10],[11] ;
    -  1re compagnie de fusiliers[10] ;
    -  2e compagnie de fusiliers[10] ;
    -  3e compagnie de fusiliers[10] ;
    -  Compagnie « Bourrasque » (en ukrainien : Шквал (Shkval))[12],[10] ;
    -  compagnie de travail éducatif[10] ;

  -  422e bataillon de systèmes sans pilote (unité militaire A7224)[13] ;
    -  État-major du bataillon ;
      - 
        -  Compagnie de protection du QG ;

    -  Compagnie de drones d'attaque et de reconnaissance « Armagedron »[13] ;
    -  Compagnie de drones d'attaque et de reconnaissance « Rugby »[8] ;

  -  compagnie de contre-sabotage[8] ;
  -  compagnie de Génie ;
  -  compagnie de reconnaissance[8] ;
  -  compagnie de logistique[8] ;
  -  compagnie de support matériel et technique[8] ;
  -  compagnie médicale[8].

### Chefs de corps

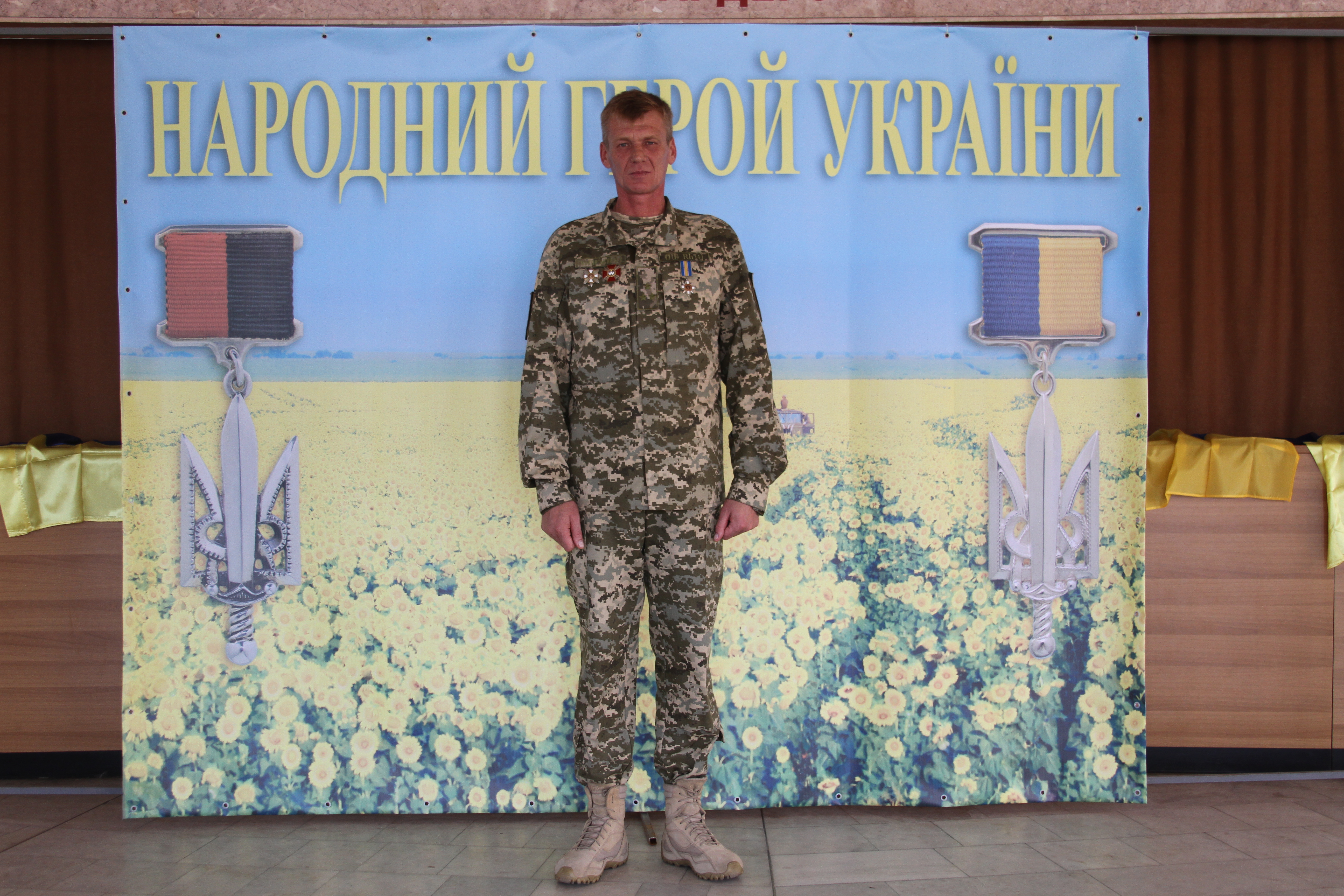
Le colonel Sinkovskyy.

- depuis 2022 : Colonel Iouriy Sinkovskyy (uk)

## Traditions

### Insignes, fanions et drapeau
|               |
| insigne 2023. |

|               |
| insigne 2024. |